# Lac Wisconsin
Le lac Wisconsin est un réservoir sur la rivière Wisconsin situé au sud de l'état du Wisconsin aux États-Unis. Il s'étend sur le comté de Columbia et de Sauk, à 8 km au sud-est de Baraboo et 40 km au nord-nord-ouest de Madison. 
Il a été formé grâce à la construction du barrage de Prairie du Sac, qui a commencé en 1911 et s'est achevée en 1914. Il fait partie de l'ensemble de réservoirs de la rivière Wisconsin (Wisconsin River system of reservoirs). 
Sa construction a permis d'achever la connexion entre Voie navigable Fox-Wisconsin et la Rivière Mississippi, bien que le trafic commercial se soit arrêté des décennies avant la mise en service du barrage.
Le lac offre une protection contre les inondations et est une destination populaire pour les sports nautiques et la pratique de la pêche.
Le Ferry Merrimac (en) traverse le lac en reliant Merrimac et Okee (en).